# Antarctic Adventure
Antarctic Adventure (けっきょく南極大冒険, Kekkyoku nankyoku daibōken, «Per fi, la gran aventura antàrtica») és un videojoc arcade publicat per l'empresa Konami en 1985. Tant la versió de màquina recreativa com les versions per a la MSX i la NES només van ser llançades en el Japó, però els estatunidencs van tenir la possibilitat de jugar el joc gràcies a una versió per a la Colecovision.

## Llegat
Antarctic Adventure va ser seguit per una seqüela per l'ordinador MSX el 1986, amb títol de Penguin Adventure. A més, el personatge del pingüí Penta i el seu fill Pentarou A més, el personatge del pingüí Penta, i el seu fill es van convertir en una mascota per a Konami durant els anys vuitanta. Apareixen en més de 10 jocs. Són especialment rellevants les seves aparicions a la sèrie Parodius, jocs de shoot 'em up.
Penta, o el seu fill Pentarou, va ser presentat als Jocs de la Medalla com, Tsurikko Penta, Balloon Penta i Imo Hori Penta. Després del 2002 (no publicat per a mòbils el 2001), es va publicar per a Three Mobiles com Kekkyo ku Nankyoku choi bōken (けっきょく南極ちょい冒険), el 6 de maig de 2003, quan es titulava Kekkyoku Nankyoku Daibōken Taisen-ban (けっきょく南極大冒険対戦版), com a part de Konami Taisen Colosseum, i el joc Following the Fishing com a Penta no Tsuri Boken, i publicat per i-Revo.
Es pot veure breument una pantalla d'aquest joc en la introducció de Gradius ReBirth, publicat el 2008 per la Consola Virtual de Wii i el 2014 per la de Wii U. Es va tornar a publicar una versió MSX per a Windows Store com a projecte EGG el 25 de novembre de 2014 al Japó.
Es va subratllar que seria una versió arcade operada per monedes publicada per Konami el 1984, però l'existència d'un exemple real encara no es va confirmar.
El 1990, Konami va llançar només al Japó un joc electrònic portàtil de Antarctic Adventure, tot i que normalment apareix com a South Pole (una traducció més literal del títol japonès).
El 2014, Antarctic Adventure es va publicar en una versió especial de ColecoVision Flashback per AtGames. disponible només a través de les botigues de Dollar General.
En altres jocs, Pentarou fa de pescador.